# Бёллен
Бёллен (нем. Böllen) — община в Германии, в земле Баден-Вюртемберг. 
Подчиняется административному округу Фрайбург. Входит в состав района Лёррах. Подчиняется управлению Шёнау им Шварцвальд.  Население составляет 94 человека (на 31 декабря 2010 года). Занимает площадь 5,67 км².